# Communauté de communes en Pays Saint-Pourcinois
La communauté de communes en Pays Saint-Pourcinois est une communauté de communes française, située dans le département de l'Allier en région Auvergne-Rhône-Alpes.

## Historique
Le schéma départemental de coopération intercommunale(SDCI) de l'Allier impose le remaniement de toutes les structures intercommunales à fiscalité propre du département. Le projet, dévoilé en octobre 2015, proposait la fusion avec les communautés de communes Sioule, Colettes et Bouble et du Bassin de Gannat, bien que le seuil de 15 000 habitants préconisé par la loi no 2015-991 du 7 août 2015 portant nouvelle organisation territoriale de la République soit atteint (16 041 habitants en 2012). La future intercommunalité comprendra 61 communes pour une population d'environ 34 000 habitants.
Adopté en mars 2016, le SDCI ne modifie pas le périmètre. La fusion des trois intercommunalités est prononcée par un arrêté préfectoral du 8 décembre 2016 ; la nouvelle structure intercommunale porte le nom de « Saint-Pourçain Sioule Limagne ».

## Territoire communautaire

### Géographie
La communauté de communes en Pays Saint-Pourcinois est située au centre du département de l'Allier. Elle est bordée au nord par les communautés de communes du Bassin de Gannat au sud, Sioule, Colettes et Bouble au sud-ouest, de la Région de Montmarault à l'ouest, Bocage Sud au nord-ouest, la communauté d'agglomération de Moulins au nord, la communauté de communes Varennes-Forterre à l'est et la communauté d'agglomération de Vichy Val d'Allier au sud-est.
Le territoire communal est traversé principalement par les routes départementales 2009 (ancienne route nationale 9) reliant Moulins à Gannat, en passant par la commune-siège, Saint-Pourçain-sur-Sioule. Dans cette dernière commune, elle y croise la RD 46, axe permettant la liaison entre Montluçon, l'autoroute A71 et la route nationale 7 vers Varennes-sur-Allier et Roanne. La RD 2009 permet aussi la liaison vers l'A71 par l'A719 en direction de Clermont-Ferrand, et au carrefour giratoire de Bayet, la RD 6 dessert Saint-Didier-la-Forêt puis l'agglomération vichyssoise.

### Composition
La communauté de communes est composée des vingt-huit communes suivantes :
| Nom                               | Code Insee | Gentilé          | Superficie (km2) | Population (dernière pop. légale) | Densité (hab./km2) |
| --------------------------------- | ---------- | ---------------- | ---------------- | --------------------------------- | ------------------ |
| Saint-Pourçain-sur-Sioule (siège) | 03254      | Saint-Pourcinois | 35,67            | 5 039 (2014)                      | 141                |
| Barberier                         | 03016      |                  | 8,08             | 134 (2014)                        | 17                 |
| Bayet                             | 03018      | Bayétois         | 22,58            | 704 (2014)                        | 31                 |
| Bransat                           | 03038      | Bransatois       | 15,52            | 493 (2014)                        | 32                 |
| Cesset                            | 03049      | Cessetois        | 12,19            | 396 (2014)                        | 32                 |
| Chantelle                         | 03053      | Chantellois      | 10,96            | 1 063 (2014)                      | 97                 |
| Chareil-Cintrat                   | 03059      | Chareillois      | 12,77            | 362 (2014)                        | 28                 |
| Charroux                          | 03062      | Charlois         | 10,43            | 374 (2014)                        | 36                 |
| Contigny                          | 03083      | Contignyssois    | 17,93            | 606 (2014)                        | 34                 |
| Deneuille-lès-Chantelle           | 03096      | Deneuillois      | 8,21             | 85 (2014)                         | 10                 |
| Étroussat                         | 03112      | Étroussatois     | 13,03            | 641 (2014)                        | 49                 |
| La Ferté-Hauterive                | 03114      | Fertéens         | 18,88            | 293 (2014)                        | 16                 |
| Fleuriel                          | 03115      | Fleuriélois      | 28,05            | 339 (2014)                        | 12                 |
| Fourilles                         | 03116      | Fourillois       | 6,98             | 198 (2014)                        | 28                 |
| Laféline                          | 03134      | Lafélinois       | 23,10            | 206 (2014)                        | 8,9                |
| Loriges                           | 03148      | Lorigeois        | 9,48             | 357 (2014)                        | 38                 |
| Louchy-Montfand                   | 03149      | Louchyssois      | 5,33             | 433 (2014)                        | 81                 |
| Marcenat                          | 03160      | Marcenatais      | 18,07            | 379 (2014)                        | 21                 |
| Monétay-sur-Allier                | 03176      | Monétois         | 11,77            | 492 (2014)                        | 42                 |
| Montord                           | 03188      | Montorois        | 4,44             | 217 (2014)                        | 49                 |
| Paray-sous-Briailles              | 03204      | Parodiens        | 22,18            | 639 (2014)                        | 29                 |
| Saint-Didier-la-Forêt             | 03227      | Saint-Didérois   | 33,59            | 386 (2014)                        | 11                 |
| Saint-Loup                        | 03242      | Saint-Loupains   | 17,62            | 540 (2014)                        | 31                 |
| Saulcet                           | 03267      | Saulcétois       | 7,98             | 700 (2014)                        | 88                 |
| Taxat-Senat                       | 03278      | Senatois         | 13,62            | 223 (2014)                        | 16                 |
| Le Theil                          | 03281      | Theillois        | 28,92            | 409 (2014)                        | 14                 |
| Ussel-d'Allier                    | 03294      | Usselois         | 8,02             | 155 (2014)                        | 19                 |
| Verneuil-en-Bourbonnais           | 03307      | Verneuillois     | 14,14            | 255 (2014)                        | 18                 |

### Démographie
| 1968   | 1975   | 1982   | 1990   | 1999   | 2008   | 2013   |
| ------ | ------ | ------ | ------ | ------ | ------ | ------ |
| 17 069 | 16 233 | 15 647 | 15 327 | 15 630 | 16 163 | 16 038 |

| Hommes | Classe d’âge | Femmes |
| ------ | ------------ | ------ |
| 0,8    | 90 ans ou +  | 1,9    |
| 9,4    | 75 à 89 ans  | 14     |
| 18,1   | 60 à 74 ans  | 17,8   |
| 22,8   | 45 à 59 ans  | 21,4   |
| 18,2   | 30 à 44 ans  | 16,7   |
| 13,9   | 15 à 29 ans  | 12     |
| 16,7   | 0 à 14 ans   | 16,2   |

| Hommes | Classe d’âge | Femmes |
| ------ | ------------ | ------ |
| 0,8    | 90 ans ou +  | 2,1    |
| 9,5    | 75 à 89 ans  | 13,9   |
| 18,6   | 60 à 74 ans  | 18,9   |
| 21,5   | 45 à 59 ans  | 20,4   |
| 17,6   | 30 à 44 ans  | 16,5   |
| 15,2   | 15 à 29 ans  | 13,3   |
| 16,8   | 0 à 14 ans   | 14,9   |

## Administration

### Siège
Le siège de la communauté de communes est situé à Saint-Pourçain-sur-Sioule.

### Les élus
La communauté de communes est gérée par un conseil communautaire composé de 51 membres représentant chacune des communes membres et élus habituellement pour une durée de six ans.
Ils sont répartis comme suit :
| Nombre de délégués | Communes |
| ------------------ | --- |
| 8                  | Saint-Pourçain-sur-Sioule |
| 3                  | Chantelle |
| 2                  | Bayet, Bransat, Cesset, Charroux, Contigny, Étroussat, Louchy-Montfand, Marcenat, Monétay-sur-Allier, Paray-sous-Briailles, Saint-Didier-la-Forêt, Saint-Loup, Saulcet, Le Theil |
| 1                  | Barberier, Chareil-Cintrat, Deneuille-lès-Chantelle, La Ferté-Hauterive, Fleuriel, Fourilles, Laféline, Loriges, Montord, Taxat-Senat, Ussel-d'Allier, Verneuil-en-Bourbonnais   |

### Présidence
| Période                                  | Période          | Identité       | Étiquette | Qualité                            |
| ---------------------------------------- | ---------------- | -------------- | --------- | ---------------------------------- |
| Les données manquantes sont à compléter. |                  |                |           |                                    |
|                                          | 31 décembre 2016 | Bernard Coulon | NC        | Maire de Saint-Pourçain-sur-Sioule |

Le conseil communautaire du 14 avril 2014 a élu son président, Bernard Coulon (maire de Saint-Pourçain-sur-Sioule), et désigné ses huit vice-présidents qui sont, :
1. Gérard Laplanche : finances et administration générale ;
2. Emmanuel Ferrand : travaux, aménagement de l'espace, urbanisme et transports ;
3. André Bidaud : jeunesse, sports, château de la Motte ;
4. Pierre Bidet : animations ;
5. Gilles Journet : agriculture et viticulture, environnement et développement durable ;
6. Bruno Bouvier : communication ;
7. Rolande Sarrazin : affaires sociales, logement, emploi et insertion ;
8. Bernard Daniel : personnel.

### Compétences
L'intercommunalité exerce des compétences qui lui sont déléguées par les communes membres.
Compétences obligatoires :
- développement économique : création, aménagement, entretien et gestion de zones d'activités industrielle, commerciale, tertiaire, artisanale, touristique, portuaire et aéroportuaire ; actions de développement économique ;
- aménagement de l'espace communautaire : schémas de cohérence territoriale et de secteur, création et réalisation de zones d'aménagement concerté, constitution de réserves foncières, organisation des transports non urbains, etc.

Autres compétences :
- environnement et cadre de vie : collecte et traitement des déchets ménagers et assimilés, autres actions environnementales (soutien au développement éolien) ;
- sanitaires et social : étude de faisabilité pour création, construction, aménagement, entretien et gestion d'une maison pluriprofessionnelle de santé communautaire, action sociale ;
- développement et aménagement social et culturel : construction ou aménagement, entretien, gestion d'équipements ou d'établissements culturels ou sportifs, activités périscolaires, culturelles ou socio-culturelles ;
- développement touristique ;
- logement et habitat : politique du logement social et non social, opération programmée d'amélioration de l'habitat ;
- gestion d'un centre de secours et aires d'accueil des gens du voyage.

### Régime fiscal et budget
La communauté de communes applique la fiscalité professionnelle unique.

## Projets et réalisations
Dans le cadre du développement de son action culturelle, la Communauté de communes a créé l'Historial du paysan soldat, établissement muséal situé à Fleuriel (Allier).

### Site officiel
1. ↑  « Compte rendu du conseil communautaire du 14 avril 2014 » [PDF], 14 avril 2014 (consulté le 11 février 2016).
2. ↑  « La ComCom » (consulté le 11 février 2016).
3. ↑  « La fiscalité » (consulté le 11 février 2016).

### Autres sources
1. ↑  Préfecture de l'Allier, « Projet de schéma départemental de coopération intercommunale de l'Allier » [PDF], 12 octobre 2015 (consulté le 11 février 2016).
2. ↑  Direction des Relations avec les Collectivités Territoriales, « Schéma départemental de coopération intercommunale de l'Allier » [PDF], Préfecture de l'Allier, 30 mars 2016 (consulté le 4 juillet 2016).
3. ↑  Préfecture - Direction des relations avec les collectivités territoriales, « Arrêté no 3222/2016 portant fusion de la communauté de communes « En Pays Saint-Pourcinois », de la communauté de communes du « Bassin de Gannat » et de la communauté de communes « Sioule, Colettes et Bouble » » [PDF], Recueil des actes administratifs spécial no 03-2016-052, Préfecture de l'Allier, 9 décembre 2016 (consulté le 24 décembre 2016), p. 27-40.
4. 1 2  Carte de la communauté de communes et des structures intercommunales voisines sur Géoportail.
5. ↑  « Séries historiques des résultats du recensement - EPCI de La CC en Pays Saint-Pourcinois (240300699) », Insee (consulté le 4 juillet 2016).
6. ↑  « Chiffres clés Évolution et structure de la population - EPCI de la CC en Pays Saint-Pourcinois (240300699) », Insee (consulté le 4 juillet 2016).
7. ↑  « Chiffres clés Évolution et structure de la population - Département de l'Allier (03) », Insee (consulté le 4 juillet 2016).
8. ↑  Préfecture de l'Allier, « Arrêté no 2713/2013 constatant la composition du conseil communautaire de la communauté de communes en Pays Saint-Pourcinois à l'issue du renouvellement général des conseils municipaux de 2014 » [PDF], 23 octobre 2013 (consulté le 28 février 2016), p. 2.

### Sources
- SPLAF (Site sur la Population et les Limites Administratives de la France)
- Base nationale sur l'intercommunalité
- Dossier statistique sur le site de l'Insee